# ヨハン・コンラート・ゼーカッツ
ヨハン・コンラート・ゼーカッツ（Johann Conrad Seekatz、1719年9月4日 - 1768年8月25日）はドイツの画家である。

## 略歴
現在のラインラント＝プファルツ州のグリューンシュタットに生まれた。父親のヨハン・マルティン・ゼーカッツ（Johann Martin Seekatz:1680-1729)はヴォルムスの絵師で、兄のヨハン・ルートヴィヒ・ゼーカッツ(Johann Ludwig Seekatz:1711-1783)も画家となった。父親は当時人気のあったフランドルの風俗画家、アドリアーン・ブラウエルのような絵を描いていた。兄から絵画の教育を受け、1747年頃に一家でオストホーフェンの教会の装飾画を描く注文を受けるが、この頃には、ヨハン・コンラート・ゼーカッツの才能は父親や兄の才能を上回っていて南ドイツのバロック時代の重要な画家となっていた。

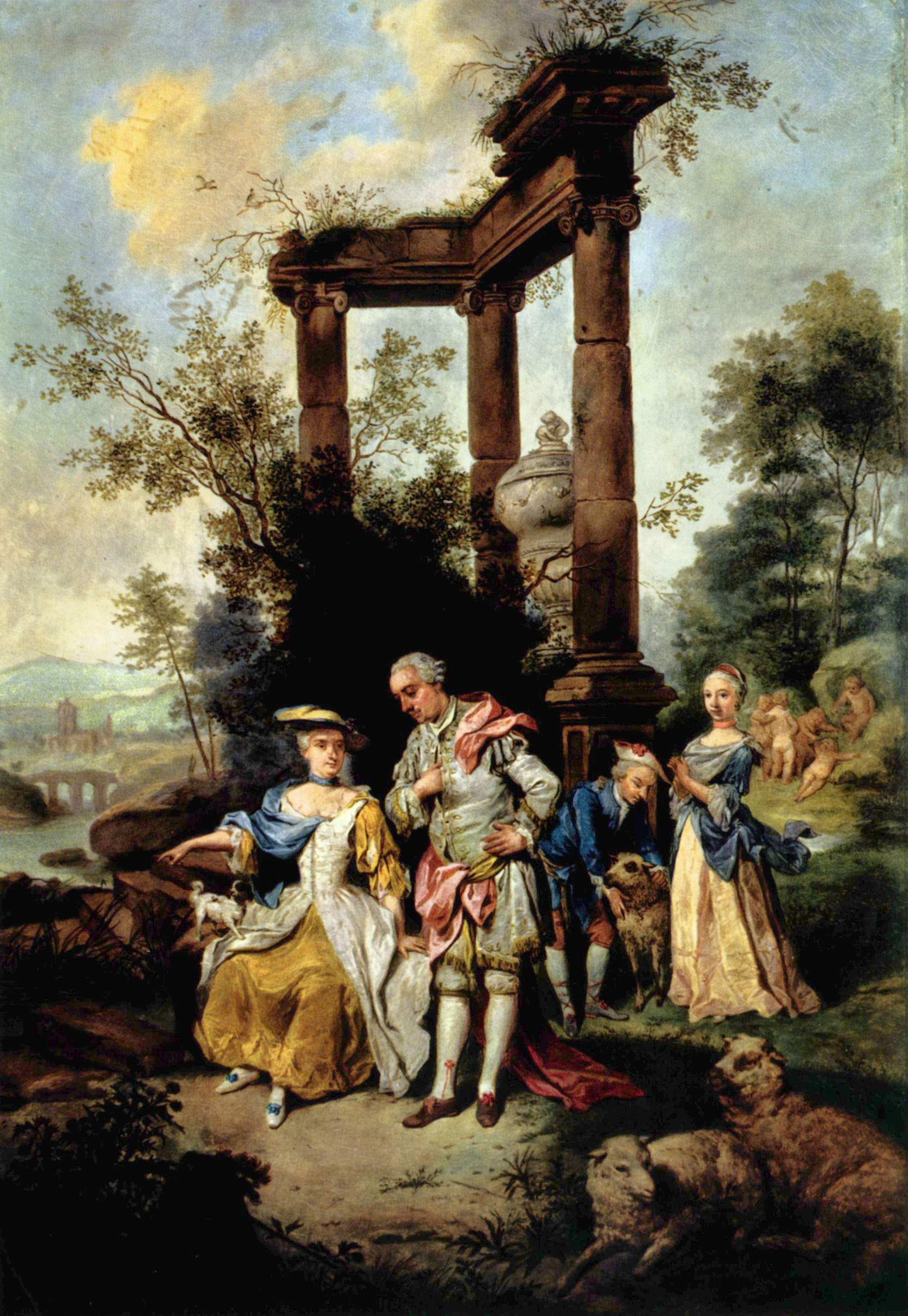
羊飼いの衣装のゲーテ家族

1753年からダルムシュタットで画家として働いた。フランクフルトでも働き、フランクフルトの裕福な商人の家の息子であったゲーテ（1749-1832）とその家族の絵も描いた。この絵では少年時代のゲーテは羊飼いの衣装で描かれた。この絵は現在フランクフルトのゲーテの生家（Goethe-Haus）に展示されている。

## 作品

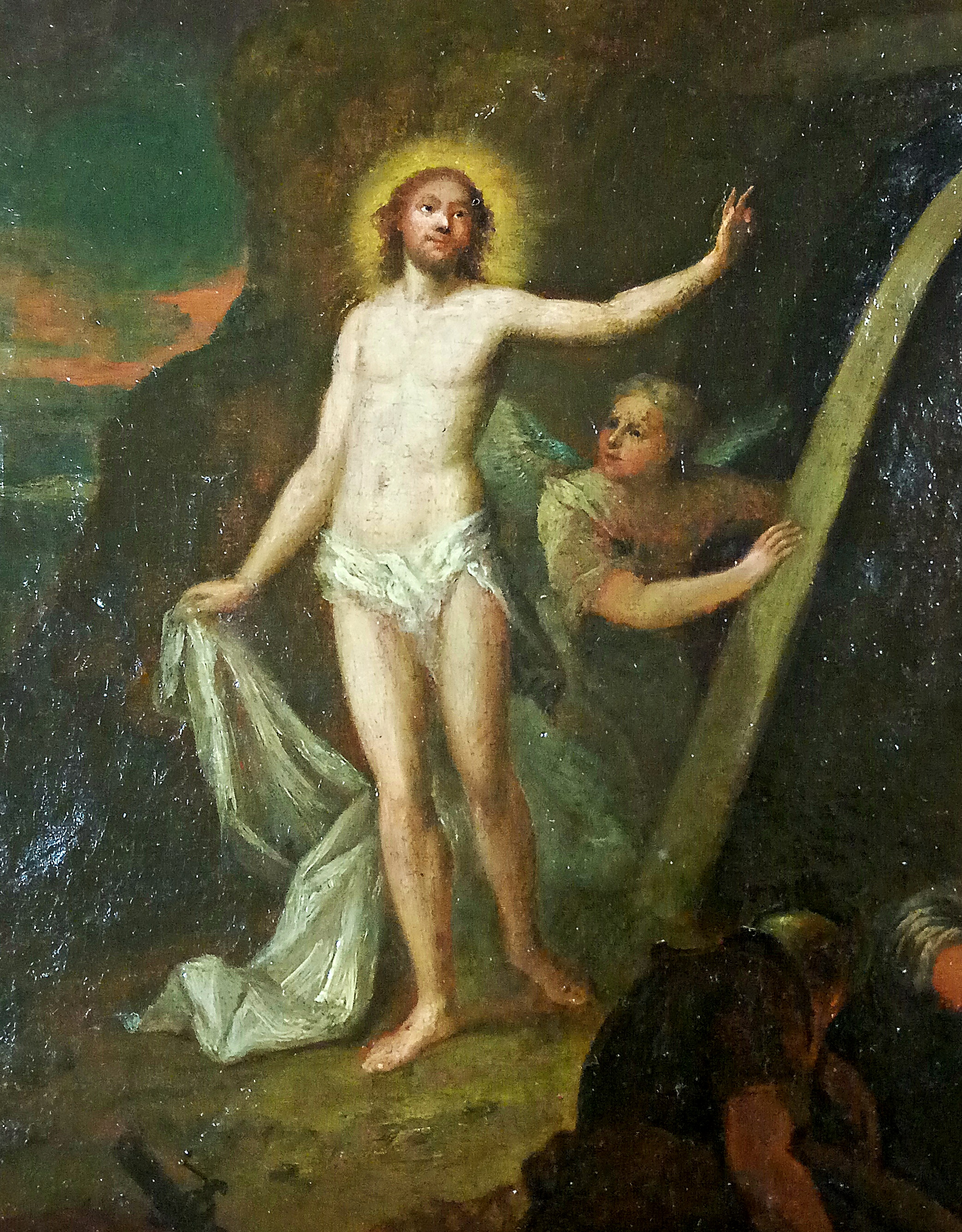
復活（部分図）
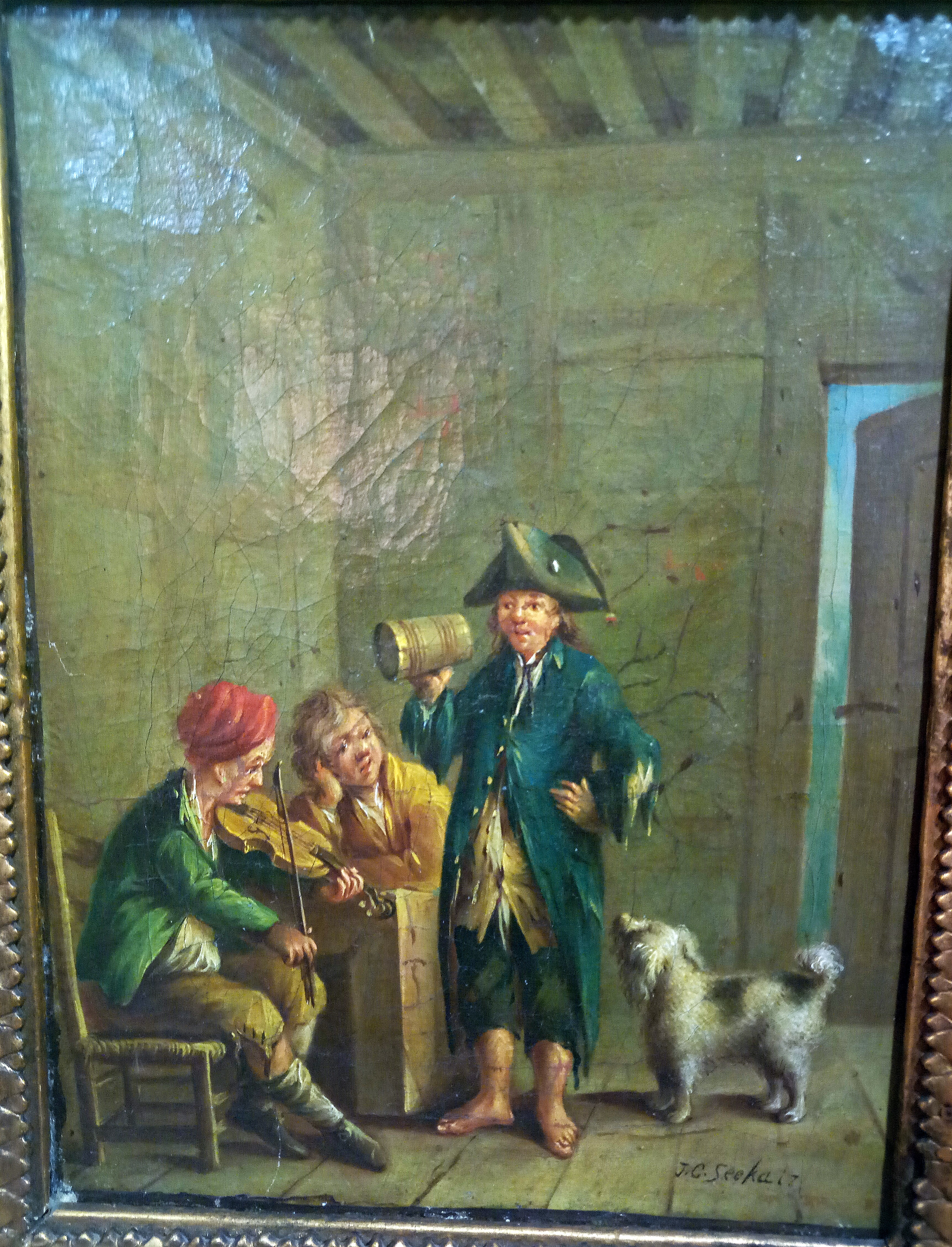
居酒屋
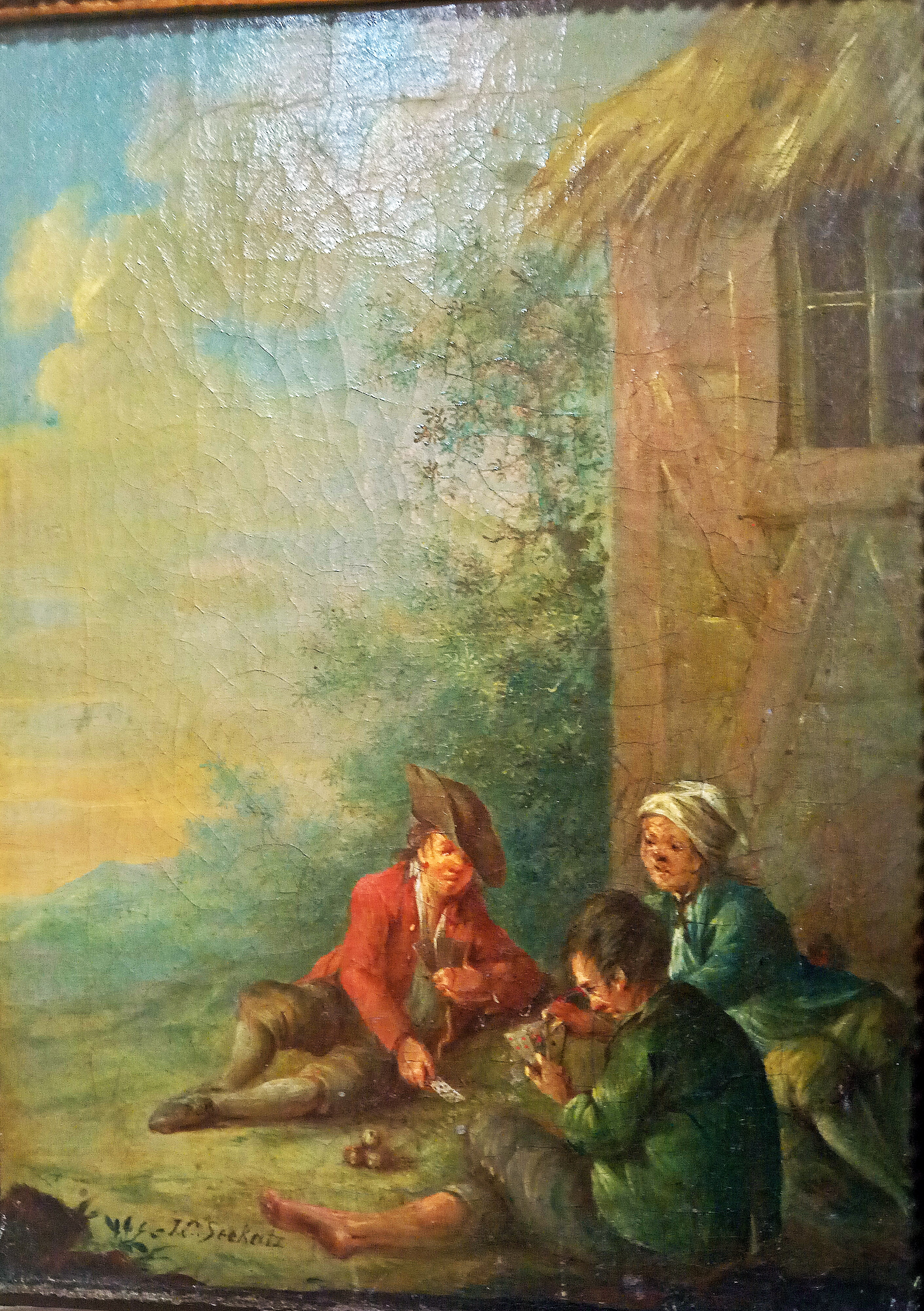
子供たちの遊び
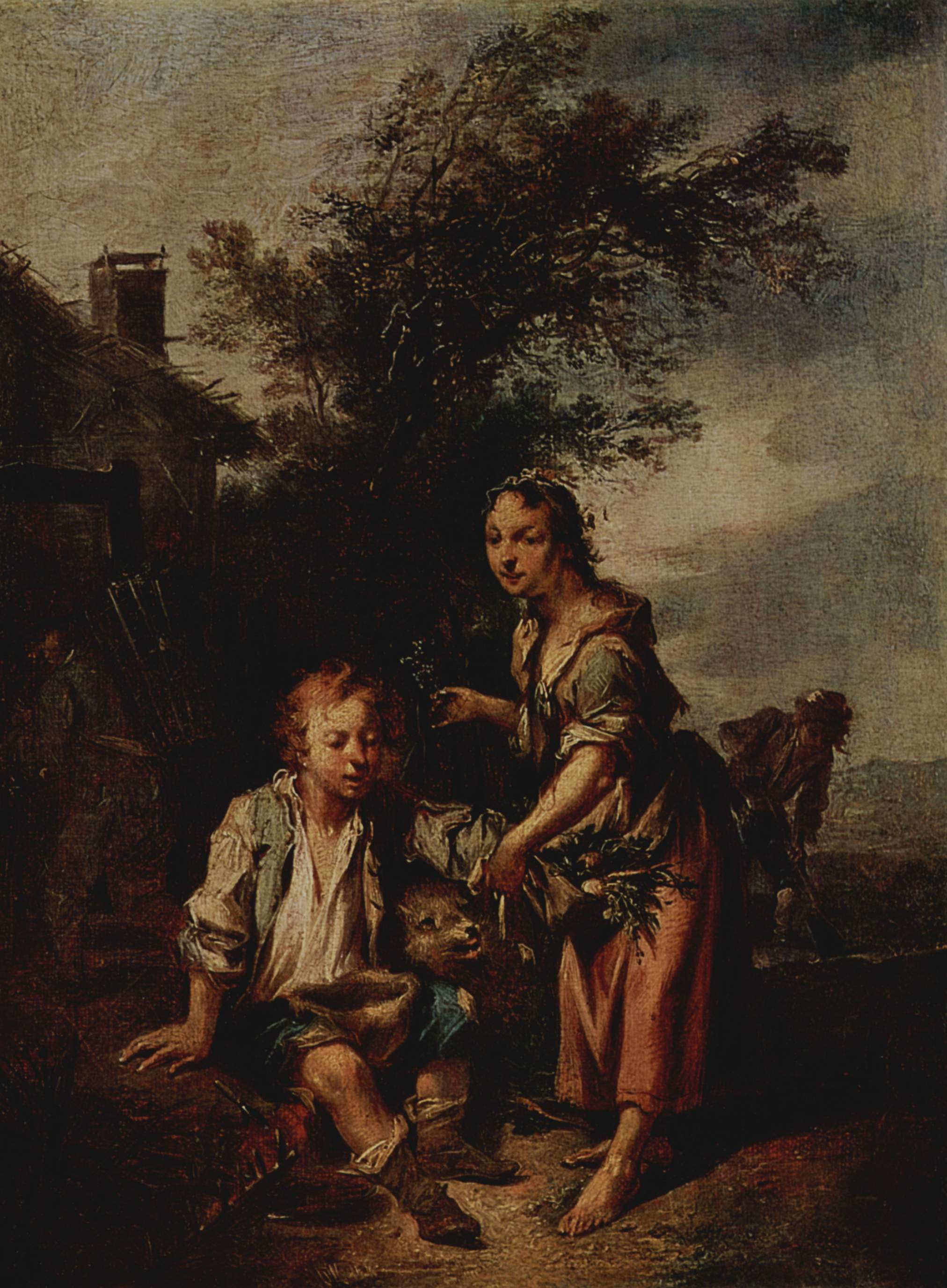
少女と乞食

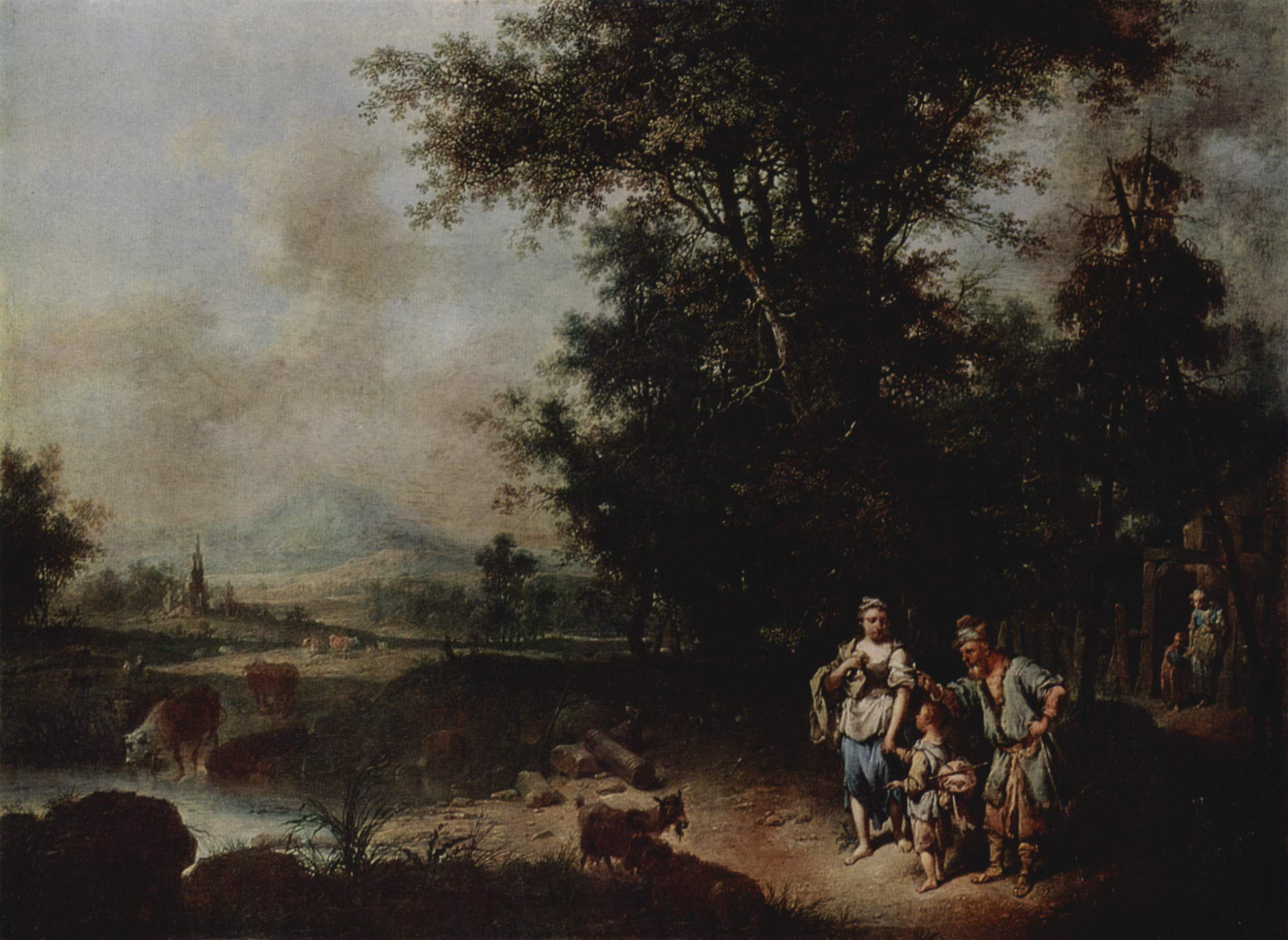
ハガルの拒否
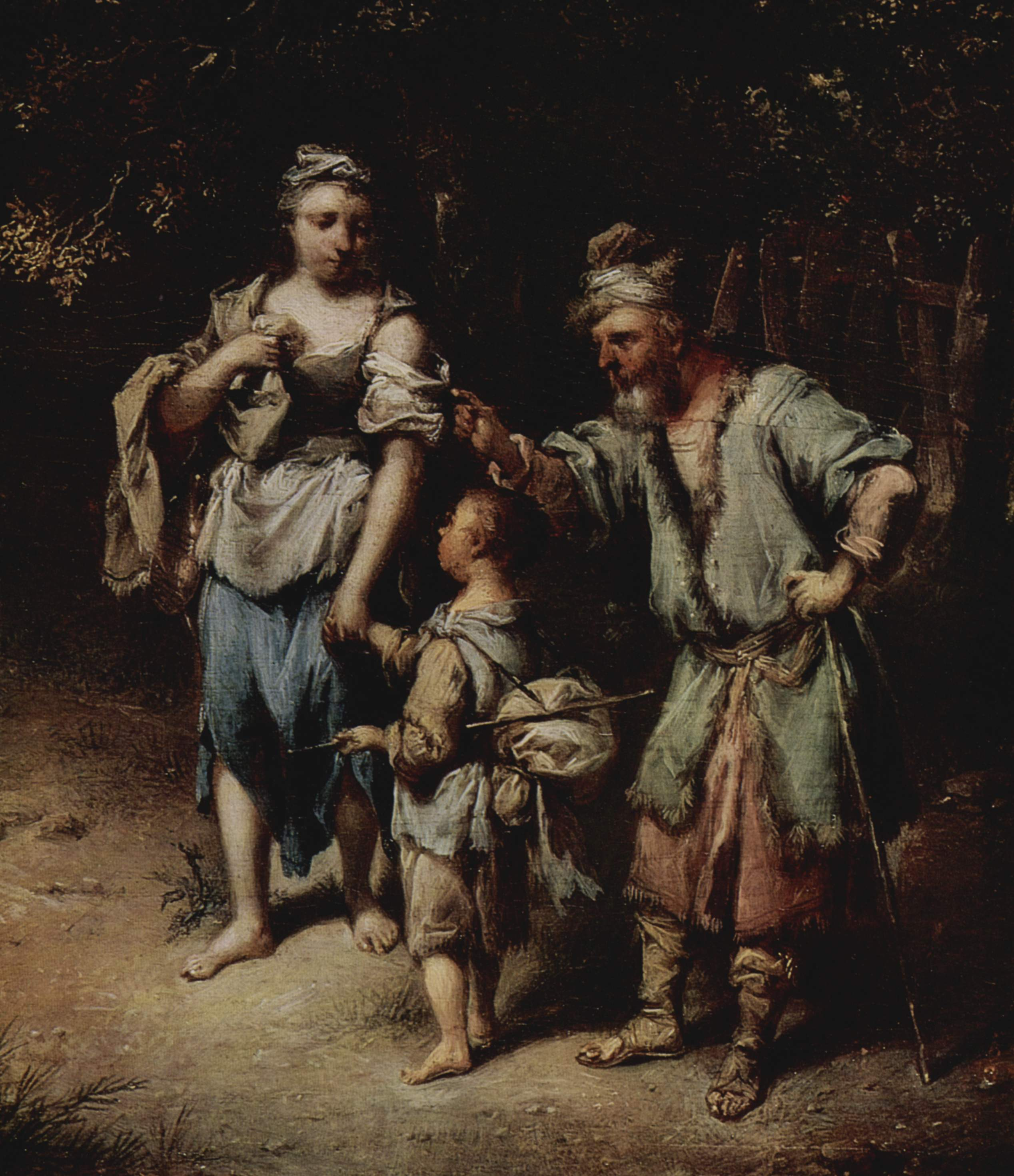
ハガルの拒否（部分図）
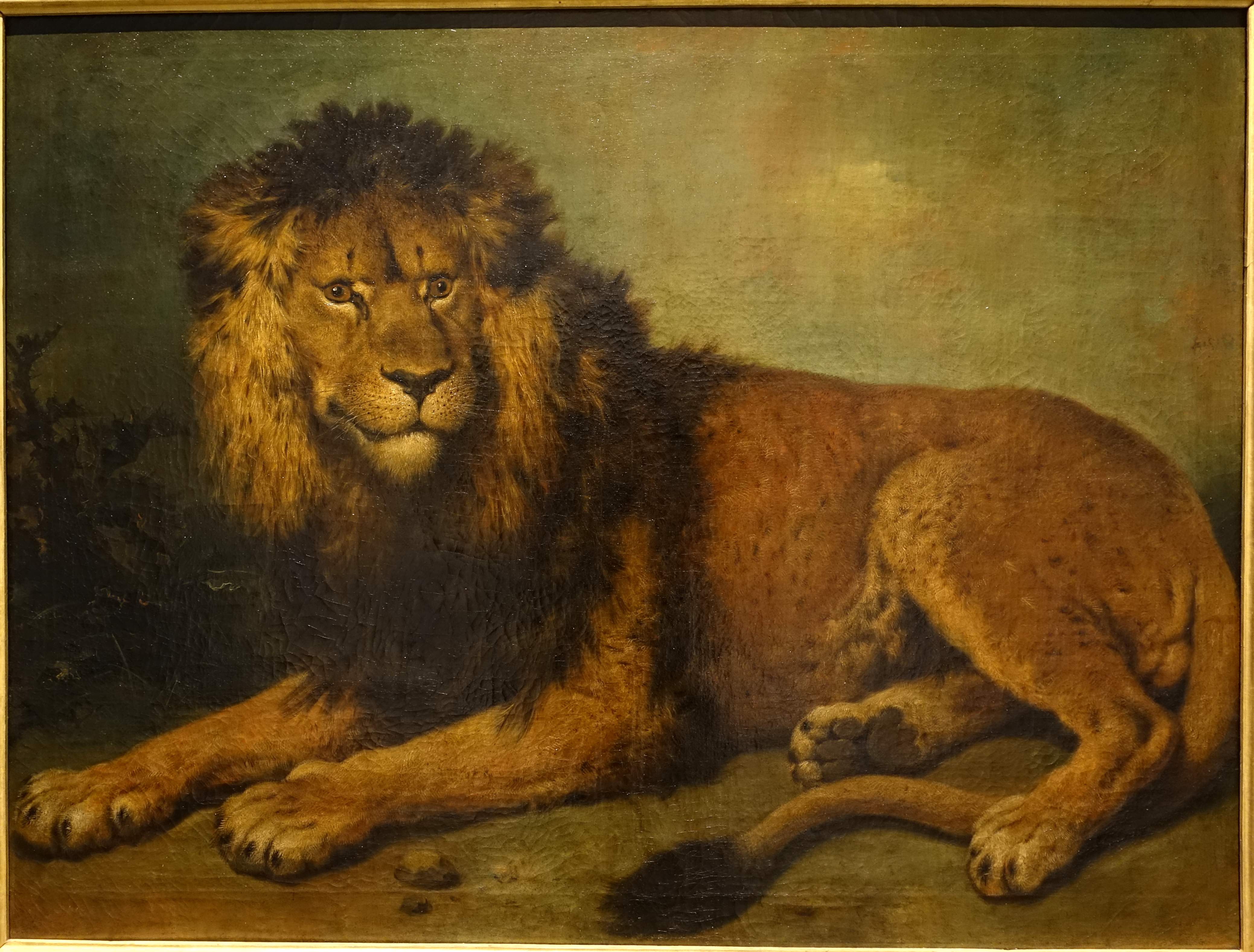
ライオン